# 34139 Lucabarcelo
34139 Lucabarcelo è un asteroide della fascia principale. Scoperto nel 2000, presenta un'orbita caratterizzata da un semiasse maggiore pari a 3,1047680 au e da un'eccentricità di 0,2032200, inclinata di 2,20505° rispetto all'eclittica.